# The Fray
«The Fray» — американський рок-гурт, заснований 2002 року. Складається з 4 учасників і походить з міста Денвер. Найвідоміша завдяки пісням «How to Save a Life» та «Over My Head (Cable Car)», що потрапляли в першу десятку Billboard Hot 100. Гурт отримав широку популярність в 2005 році після випуску дебютного альбому «How To Save A Life», який був двічі визнаний платиновим.

## Історія гурту

### Заснування гурту і ранні роки (2002—2004)
Гурт The Fray була заснована друзями дитинства Джо Кінгом і Айзеком Слейдом. З дитинства Джо і Айзек захоплювалися музикою. Після декількох років розлуки вони випадково зустрілися в місцевому музичному магазині, згадали дитинство, заспівали кілька пісень, підігруючи на гітарі та фортепіано. Ця зустріч стала доленосною, навівши хлопців на рішення створити гурт. Ідею створення гурту підтримали знайомі Слейда по його попередньому гурту — Бен Висоцький (барабанщик) і Дейв Уелш (гітарист), які приєднавшись до проєкту, завершили формування гурту.

Всі були добре підковані в музичному плані і дружили зі своїми інструментами з ранніх років. Джо Кінг був піаністом з раннього віку. Він брав участь в місцевих конкурсних концертних програмах в середній школі. Але пізніше він повністю кинув гру на піаніно і вибрав замість нього гітару. 
 «Усі найкласніші хлопці в моєму класі грали на гітарі», — зізнається Джо, — «Я хотів бути таким же» .
 Айзек почав співати, коли йому було вісім, але тимчасові проблеми з голосом в 11 років дозволили йому відкрити для себе піаніно. Після відновлення його вокальних здібностей роком пізніше, він продовжив займатися грою на піаніно і навчився грати на гітарі в середній школі. Першу пісню написав у 16 років. Бен почав брати уроки гри на ударних в шостому класі, але це тільки після того, як йому довелося витерпіти уроки гри на піаніно на прохання його батьків. Дейв виріс в родині музикантів і освоїв піаніно і саксофон раніше, ніж взявся за гітару — у віці 12-ти.

##### Назва гурту
У питанні вибору назви гурту квартет поклався на випадок, і запропонували всім охочим написати майбутню назву гурту на аркуші паперу. У підсумку, випадковим чином було вибрано назву «The Fray». Члени гурту помітили, що назва і справді підходить, бо вони часто сварилися про текст своїх пісень, що, втім, не заважає їм залишатися в хороших відносинах, і писати музику, віддаючи належне внеску всіх її учасників колективу.

#### Початок діяльності
Перші шанувальники The Fray з'явилися, коли гурт грав вражаючі живі концерти в своєму місті. Незабаром квартет отримав підтримку місцевої радіостанції, яка переконала керовану слухачем компанію дати гурту можливість укласти контракт на запис.
У перший рік свого заснування гурт записав диск «Movement EP», який вийшов малим тиражем. У цей диск увійшло всього чотири пісні. Творчість маловідомого гурту з Денвера помітили. 2003 року вони записали ще один міні-альбом — «Reason EP». Хлопці швидко завоювали любов місцевих меломанів, чудово виконуючи свої пісні наживо. 2004 року гурт отримав звання «Найкращий молодий рок-гурт» — номінація від журналу Denver's Westword і отримала часту трансляцію на двох головних рок-станціях Денвера. Демонстраційна версія «  Over My Head (Cable Car)» в чарті KTCL top 30 стала прослуховується піснею 2004 року всього за 4 місяці. Після цієї події гурт підписав контракт зі студією Epic Records і випустила свій дебютний альбом «How To Save A Life» у вересні того ж року.
  «Три роки тому я думав, що я відкрию агентство з нерухомості», — сміється співзасновник гурту Джо Кінг  
Так, ще на початку 2004 року про The Fray знали лише одиниці, а вже в грудні того ж року вони легко збирали на своїх виступах до п'ятисот чоловік. Чутка про талановитих хлопців з Колорадо вийшла за межі штату і накрила всю країну.

### Дебютний альбом «How to Save a Life» (2005—2007)
Дебютний альбом гурту під назвою «How To Save A Life» вийшов 13 вересня 2005 року. Жанр альбому являв собою середнє між традиційним і альтернативним роком.

#### Over My Head (Cable Car)
Композиція «Over My Head (Cable Car)» вийшла як перший сингл альбому, і найближчим часом потрапила в топ-40 хітів на Modern Rock Tracks. Пісня піднялася в топ-10 в чарті Billboard Hot 100, була визнана платинової, і більше мільйона разів транслювалася на MySpace.
Приводом для написання пісні «Over My Head (Cable Car)» були складні відносини Айзека зі своїм братом. «Over My Head (Cable Car)» увійшла в топ-25 хітів в Австралії, Канаді, Данії, Ірландії, Новій Зеландії та Великій Британії. Пісня стала п'ятою найбільш завантажуваною в 2006 році.

#### How To Save A Life
Друга композиція, ім'ям якої і був названий альбом — «  How To Save A Life», — це несамовиті роздуми про вічне життя, на які Слейда надихнув досвід роботи з залежним від наркотиків підлітком:
Я був забезпеченим дитиною з маленького містечка коли зустрів того хлопця. Він відновлювався після залежності, викликаної дуже важкою підліткової життям. На щастя, він був на шляху до позбавлення від такого життя, так що він міг усвідомлено поглянути назад з часткою об'єктивності. Пісня — це спогади про його повільне падіння в безодню і всіх відносинах, які він втратив на цьому шляху.
Волею долі ця пісня стала однією з найкращих робіт гурту, але Слейд не турбується про те, що він може втомитися виконувати цю пісню знову і знову:
Вона для мене найлегша, щоб співати її щоночі. Я постійно отримую листи від людей, які бачать своє відображення в ній.
Пісня досягла третього місця в чарті Hot 100, увійшла в п'ятірку найкращих в Австралії, Італії та Швеції і стала першим хітом гурту у Великій Британії, досягнувши четвертого місця в британському хіт-параді. Ця композиція викликала настільки широкий резонанс, що знайшлися люди, які заснували некомерційну організацію з таким же маєтком.

#### Look After You
Пісня «Look After You» вийшла як третій сингл альбому. Вона досягла 59-го місця на Hot 100. Мова в пісні йде про тогочасну подрузі і майбутній дружині Айзека Слейда

#### Відгуки про альбом
Альбом «How To Save A Life» досяг 15-го місця в чарті US Billboard 200, став тричі платиновим, був викачаний за MySpace близько мільйона разів. Альбом стрімко займає верхні рядки хіт-парадів і навіть був удостоєний двох номінацій на премію Греммі.
У той час як альбом зустрівся комерційним успіхом, прийом від критиків був неоднозначним. Allmusic дав альбому скромний відгук, заявивши, що The Fray «не вистачило оригінальності», а самому альбом не деякого «натхнення і радості». Stylus Magazine дав альбому негативний відгук, заявивши, що The Fray є вимираючої та емоційно напруженим гуртом. Rolling Stone і Blender частково погодилися з цими твердженнями, даючи альбому три зірки з п'яти. Однак, альбом отримав визнання від християнських музичних журналів. Jesus Freak Hideout дав альбому захоплений відгук, заявивши, що «How To Save A Life» майже ідеальний, і дав альбому 4,5 / 5-зірковий рейтинг. HM Журнал, присвячений християнській музиці, також дав альбому позитивний відгук — 4/5 зірок.
Слід зазначити, що пісні The Fray стоять на власних ідеях і принципах, а не на маркетингових вигоди і обслуговуванні «необхідних жанрів». Квартет з Денвера продовжує робити те, що вони вміють робити найкраще — давати живі концерти.

#### 2006—2007 роки
На підтримку альбому The Fray почали великий тур в усьому світі і випустили концертний альбом «Live at the Electric Factory: Bootleg No. 1» в липні 2006 року. Концерт був записаний в травні 2006 року у Філадельфії. У вересні 2007 року гурту випустив ще один концертний альбом «Acoustic in Nashville: Bootleg № 2». Крім того, гурт випустив концертний кавер Джона Леннона і Йоко Оно «Happy Xmas (War Is Over)» як різдвяну пісню (трек дебютував і досяг максимуму на Hot 100), а також працювали над своїм туром в 2007 році.

### Другий альбом «The Fray» (2008—2009)
Гурт закінчив запис другого альбому наприкінці липня 2008 року. Реліз пластинки був запланований на лютий 2009 року. Альбом був спродюсований аерон Джонсоном і Майком Флінном. Сингл «You Found Me» дебютував 9 грудня 2009 року на VH1.com і зайняв 28-му позицію в чарті Hot 100. Пісня очолила чарт Billboard Hot Adult Top 40, а також австралійський Singles Chart. Крім того, «You Found Me» стала третьою піснею гурту, яка мала 2 мільйони цифрових завантажень в Сполучених Штатах, після «Over My Head (Cable Car)» і «How To Save A Life».
Після успіху «You Found Me», альбом, що вийшов 3 лютого 2009 року, дебютував під номером один в чарті Billboard 200. Було куплено 179000 копій в перший же тиждень релізу.
13 лютого 2009 року, The Fray написали пісню «Be One». Пісня була написана за добу на прохання журналу Q, якому потрібна була пісня до Дня святого Валентина. Демо-версія пісні вийшла в усьому світі. Крім того, гурт зробив кавер на пісню Kanye West — «Heartless», який потрапив на 79 місце в Billboard Hot 100. Обидві пісні були включені в подарункове видання другого альбому гурту.
«Never Say Never» вийшла як другий сингл альбому. Пісня була «скромним хітом» в Сполучених Штатах і досягла 32-й позиції в Hot 100 і 10-й на Hot Adult Top 40, в той час як на міжнародному рівні, вона не була в стані «змагатися „з успіхом“ You Found Me». Третьому синглу з альбому — «Syndicate» не вдалося досягти помітного успіху навіть у Сполучених Штатах.

### Третій альбом «Scars and Stories» (2011—2012)
Третій альбом The Fray під назвою «Scars & Stories», був спродюсований Бренданом О'Брайеном, відомого за своєю роботою з Брюс Спрінгстін, Pearl Jam і Rage Against The Machine. Айзек Слейд пояснив, чому гурт завербував Брендана:
| « З точки зору звучання, ми хочемо, щоб цей альбом був якомога ближче до шоу в прямому ефірі » |

Що стосується ліричного аспекту альбому, Слейд зазначає, що тексти мають агресивніший тон, у порівнянні з попередніми записами гурту. Запис третього альбому почалася 21 червня 2011 року. 13 вересня, під час живого виступу в Нешвіллі, гурт виконав нові пісні з підготовлюваного альбому.
7 липня 2012 року відбувся реліз альбому. У порівнянні з «How To Save A Life» і «The Fray», в новому альбомі гурт зробив трохи важчим звук і накрутив темп, але залишилася такою ж чудовою. Кліп на пісню «Run For Your Life» був представлений 13 березня 2012 року.
Як зізнається сам квартет, під час роботи над платівкою вони подорожували по світу, знайомилися з людьми, спостерігали за їх життям, спілкувалися, переймали їх радості, болю, і переплавляли все це в пісні. Було написано близько сімдесяти пісень, з яких, в кінцевому підсумку, до альбому увійшли дванадцять.
Сам альбом «Scars & Stories» встиг дебютувати на четвертій позиції авторитетного американського чарту альбомів «Billboard 200», отримавши змішані відгуки журналістів різних музичних видань. Деякі критики звинуватили гурт в тому, що вони створили дуже серйозний альбом, в той час як інші, навпаки, похвалили хлопців, підкресливши їх сміливість і бажання підвести платівкою «Scars & Stories» своєрідний підсумок семи років творчості колективу. Інтерес викликає той факт, що у всіх рецензіях так чи інакше миготіло порівняння The Fray з британцями Coldplay.

### Четвертий альбом «Helios» (2013— теперішній час)
Після «шрамів і історій», The Fray пообіцяли четвертий альбом до кінця 2013 року. 4 червня 2013 року гурт оголосив, що була розпочата запис четвертого альбому. Перший сингл з альбому «Love Do not Die» вийшов на радіо 15 жовтня 2013-го. 6 грудня 2013 року був представлений кліп на композицію «Love Do not Die».
Альбом «Helios» був запланований до виходу 14 січня 2014 року, але був перенесений на 25-е лютого 2014 року. 14 січня 2014 року гурт представив другу пісню з нового альбому — «Hurricane». 4 червня колектив презентував кліп на композицію «Break Your Plans».
«Helios» отримав змішані відгуки від музичних критиків. Кевін Кетчпол від PopMatters дав альбому шість з десяти, зазначивши, що його розчарувало те, що невелика кількість інноваційних моментів з'являються лише на кілька секунд. Енді Аргіракіс з СКК Magazine, оцінивши альбом на три з п'яти, зауважив, що реліз містить багато піднесеної і споглядальної лірики, але фірмове фортепіано звучить з масою електронних ритмів, які іноді вдаються, а іноді з'являються похідним. Джеймс Крістофер Монгер з Allmusic дав альбому дві з половиною з п'яти зірок, зазначивши дискотечний трек «Give It Away» і чисту «Killers-cloned» електро-Попова композицію «Hurricane».
Альбом зайняв 2-е місце в US Top Rock Albums, 8-ме місце в чарті Billboard 200, 21-е місце в ARIA Charts. У «Helios» гурту вдалося успішно синтезувати різні жанри і при цьому залишитися в поп-атмосфері.

## Студійні альбоми
- 2005 — How to Save a Life
- 2009 — The Fray
- 2011 — Scars & Stories
- 2014 — Helios[en]